# Henri d'Ursel
Henri d'Ursel (1900-1974) fou un Cineasta i escriptor de nacionalitat belga. D'Ursel va fundar el Prix de l'Image, un premi per a autors que va constituir un precedent per als festivals de cinema experimental. Més tard va fundar el Séminaire des Arts, a Brussel·les, i va presidir el Belgian Film Archive durant 25 anys. La seva obra cinematogràfica inclou un únic film, La perle (1929). Va col·laborar com a assistent de Dreyer a La passion de Jeanne d'Arc, i apareix al film de Man Ray Les mystères du Chateau de Dé. També va col·laborar en la producció d'alguns films de Charles Dekeukeleire i Henri Storck.